# Fusillade de Red Lake
La fusillade de Red Lake est une tuerie qui s'est produite le 21 mars 2005 à deux endroits dans la réserve indienne de Red Lake, à Red Lake, au Minnesota, aux États-Unis. Ce matin-là, Jeffrey James Weise, âgé de 16 ans, a tué son grand-père (un officier de police tribale) et la petite amie de ce dernier chez eux. Après avoir pris les armes et le gilet de police de son grand-père, Weise conduisit le véhicule de police de son grand-père à la Red Lake Senior High School, où il avait été étudiant quelques mois auparavant.
Weise a abattu sept personnes à l'école et en a blessé neuf autres. Les morts comprenaient un agent de sécurité non armé à l'entrée de l'école, puis un enseignant et cinq étudiants. Après l'arrivée de la police, Weise a échangé des coups de feu avec eux. Il a été blessé puis il s’est suicidé dans une salle de classe vide.

## Contexte
Selon certaines sources, Weise vivait avec son grand-père paternel, Daryl Lussier, Sr., un sergent du service de police de Red Lake, dirigé par le gouvernement tribal ojibwé de Red Lake. Le ménage comprenait la petite amie de son grand-père, Michelle Leigh Sigana. Ses tantes paternelles Shauna et Tammy Lussier ont dit qu'il avait vécu la plupart du temps avec elles ces dernières années, et qu'elles l'ont aidé à obtenir des traitements pour traiter certains de ses problèmes de comportement et de dépression. En 1999, la mère de Jeff Weise a subi de graves lésions cérébrales dans un accident de voiture et a dû recevoir des soins dans une maison de soins infirmiers. Encore enfant, Weise a été forcé de quitter Minneapolis pour vivre avec la famille de son père sur la réserve. Son père s'est suicidé en 1997, Weise a donc été officiellement placé avec sa grand-mère, Shelda (Gurneau) Lussier. Ses tantes Shauna et Tammy Lussier ont aidé à prendre soin de lui, surtout après la mort de la grand-mère en 2003.
La réserve de la bande d'Ojibwés de Red Lake se trouve dans le nord-ouest du Minnesota et est l'une des deux qui sont « fermées » à l'échelle nationale ; seuls les Ojibwés peuvent y vivre et posséder des terres. Ses résidents souffrent de taux élevés de chômage, de violence et de suicide. Beaucoup d'étudiants ne terminent pas leurs études secondaires. Les possibilités de travail sont limitées sur la réserve, qui a une population de plus de 5 000 habitants. Une étude réalisée en 2004 a révélé qu'une forte proportion d'élèves du secondaire avaient pensé au suicide.

## Fusillade
Le jour de la fusillade, Weise a récupéré un pistolet Ruger MK II .22 de sa chambre et a abattu son grand-père pendant qu'il dormait ; il lui a tiré deux balles dans la tête et dix fois dans la poitrine. Selon les amis de Weise, l'adolescent aurait peut-être possédé l'arme depuis une année. Il a pris les deux armes de Lussier, un pistolet Glock 23 de calibre .40 et un fusil à pompe Remington 870 de calibre 12, un fusil et un gilet pare-balles. Il a abattu Sigana, la petite amie de son grand-père, deux fois dans la tête alors qu'elle portait le linge dans les escaliers.
Weise a conduit la voiture de son grand-père à la Red Lake Senior High School, vers 14 h 45. En entrant dans l'école par l'entrée principale, il a rencontré deux gardes de sécurité non armés qui tenaient un détecteur de métal. Weise a tiré et a tué Derrick Brun, tandis que l'autre gardien de sécurité s'est échappé sans blessure. Weise entre dans le couloir principal de l'école.
Il a commencé à tirer dans un cours d'anglais, tuant trois étudiants et un enseignant, et blessant trois étudiants. Ashley Lajeunesse a déclaré que Chase Lussier, un élève, (pas de relation directe avec Daryl Lussier) l'a protégée et était l'un de ceux qui ont été abattus par Weise. Jeffrey May, un étudiant âgé de 16 ans, a essayé d’arrêter Weise dans la salle de classe, et l'a poignardé dans le ventre avec un crayon. Sa diversion a permis aux étudiants de fuir la salle de classe, mais Weise a tiré deux coups dans le cou et une fois dans la mâchoire, le laissant gravement blessé.
Des témoins ont dit que Weise souriait en tirant sur les gens. Un témoin a dit que Weise a demandé à un étudiant s'il croyait en Dieu. Cela aurait été une référence à un échange largement médiatisé lors de la fusillade de Columbine en 1999 entre un des tireurs (vraisemblablement Eric Harris) et Cassie Bernall, décedée par la suite. 
Vers 14 h 52, Weise est retourné à l'entrée principale, où il a tué deux étudiants et en a blessé deux autres. La police est arrivée rapidement et ainsi a commencé un échange de tirs. L'agent spécial du FBI Paul McCabe a déclaré que la fusillade a duré environ quatre minutes. Aucun des officiers n'a été blessé. Après avoir été touché à l'abdomen et au bras droit, Weise s'est retiré dans une salle de classe vide. Il s'appuya contre un mur, mit le canon du fusil sur son menton et tira, se suicidant.

## Victimes
À la fin de la fusillade, la police a déclaré que neuf personnes ont été tués par le tireur.
- Daryl Allen Lussier, Sr., 58 ans, officier de police et grand-père de Jeff Weise.
- Michelle Leigh Sigana, 31 ans, petite amie de Lussier.
- Derrick Brian Brun, 28 ans, guarde de sécurité.
- Neva Jane Wynkoop-Rogers, 62 ans, professeur d’anglais.
- Alicia Alberta White, 14 ans, élève.
- Thurlene Marie Stillday, 15 ans, élève.
- Chanelle Star Rosebear, 15 ans, élève.
- Chase Albert Lussier, 15 ans, élève.
- Dewayne Michael Lewis, 15 ans, élève.

La nuit suivant le massacre, de nombreuses personnes de la communauté se sont rassemblées au gymnase du lycée pour une cérémonie. Ils ont procédé à la cérémonie traditionnelle ojibwée et à la prière.